# Coma Carrera I
Coma Carrera I està localitzat al municipi del Vilosell, a la comarca de Les Garrigues. El jaciment prehistòric està situat al sud-est del turó de Coma Carrera, a l'extrem dret de la Vall del Set. Les coordenades UTM del jaciment són; X: 326770.00 Y: 4584230.00 i es troba a una altitud de 610 m. per sobre el nivell del mar.

## Descobriment i historiografia del jaciment
S'han detectat proves d'actuacions d'aficionats i clandestins en el jaciment. Oficialment, el jaciment fou localitzat per David Mas, historiador, durant una campanya de prospecció a la primavera del 1979.

## Descripció
Coma Carrera I pertany al leptolític, però no s'ha pogut concretar més. En aquest, s'ha trobat un centre o taller de producció i explotació de sílex. El jaciment està situat en un terreny erm, en una extensa plataforma formada per conglomerats oligocènics sobre el extrem dret de la Vall del Set. La zona es troba envoltada de bosc mediterrani i matossar de secà, on també hi ha antigues espones de pedra, concretament, al sud-est del turó de Coma Carrera.

## Troballes
El 1984 es va fer la fitxa d'excavació, en ella s'esmenta que, en la recollida superficial i disperses pel pendent, es van trobar peces de sílex sense treballar, principalment esclats informes, i unes quantes que presentaven retoc intencionat. Més peces denticulades, un petit nucli i un rascador. És important remarcar que el jaciment en el 1984 ja es trobava molt afectat per l'erosió.
El 2004 es va fer una visita prospecció en la qual no es va localitzar cap mena de resta arqueològica a nivell superficial, però es va detectar que el terreny estava molt afectat pels diferents processos erosius. Actualment, les restes trobades al jaciment estan al Museu Arqueològic Local d'Artesa de Lleida.